# Gabinete Waldeck-Rousseau
O Gabinete Waldeck-Rousseau foi o ministério formado por Pierre Waldeck-Rousseau em 22 de junho de 1899 e dissolvido em 03 de junho de 1902. Foi o 42º gabinete da Terceira República Francesa, sendo antecedido pelo Gabinete Dupuy V e sucedido pelo Gabinete Combes.

## Contexto
Com duração de quase três anos, o gabinete organizado por Pierre Waldeck-Rousseau detém o recorde de longevidade dos gabinetes da Terceira República Francesa. Waldeck-Rousseau constituiu um governo de "Defesa Republicana" em meio ao "Caso Dreyfus", integrando no mesmo ministério o general Gaston de Galliffet, o "executor da Comuna de Paris", e o socialista Alexandre Millerand, além de alguns republicanos moderados (agora "progressistas") e radicais, embora confinados a tarefas secundárias. Esta foi a primeira vez que um socialista participou do governo.
O gabinete decidiu, finalmente, pela revisão completa do julgamento de Alfred Dreyfus e realizou um grande expurgo contra os reacionários no serviço público, além de políticas anticlericais. Enquanto isso, em Paris, ele reprimiu a agitação nacionalista, prendendo os líderes de diversos grupos reacionários, como a "Liga dos Patriotas". O julgamento desses agitadores visou demonstrar a firmeza da política de defesa republicana adotada pelo novo Presidente do Conselho de Ministros. Após a nova condenação de Dreyfus com circunstâncias atenuantes (por traição), Waldeck-Rousseau sugeriu apelar para um perdão presidencial: o Presidente da República, Émile Loubet, assinou o decreto de perdão em setembro. Esta medida foi complementada por um projeto de lei de anistia, que absolveu todos os envolvidos.
Em novembro de 1899, o governo organizou um "Festival Republicano" para a inauguração do monumento O Triunfo da República, na Place de la Nation. Nas eleições municipais de maio de 1900, o campo nacionalista já se mostrava em declínio, nomeadamente graças às coligações entre radicais e socialistas. Após a fundação do Partido Radical em junho de 1901, a Aliança Republicana Democrática (ARD), formada por apoiadores do waldeckismo, foi fundada em outubro. O governo também alcançou popularidade em sua política externa, uma vez que a questão colonial deixou de ser objeto de debate, tendo a opinião pública aderido ao império colonial francês, embora o governo se abstivesse de levantar o assunto de modo geral.
Economicamente, o gabinete seguiu uma política liberal clássica, demonstrando preocupação com o equilíbrio orçamentário, defendendo a redução dos gastos do Estado e o aumento das receitas, conseguindo, assim, apresentar orçamentos superavitários. Embora tivesse se declarado, poucos meses antes de chegar ao poder, favorável ao projeto de um imposto de renda, o governo desistiu de apresentar tal projeto perante a Assembleia Nacional Francesa, julgando que não conseguiria obter a maioria.
Na questão social, Waldeck-Rousseau navegava entre a direita (moderados e patrões) e a esquerda (socialistas e radicais).  Após a greve geral em Le Creusot, em setembro-outubro de 1899, e do envio de tropas para reprimir a greve em Chalon-sur-Saône e Montceau-les-Mines, o Presidente do Conselho já havia imposto uma prefiguração de conselhos operários aos trabalhadores e, em março de 1901, foi fundada a União das Indústrias e Ofícios Metalúrgicos. Ao mesmo tempo, os trabalhadores dos correios contornaram a proibição de sindicalização do setor público, fundando a Associação Geral de Agentes dos Correios e Telégrafos, e o cofundador da Associação Internacional para a Proteção Legal dos Trabalhadores foi nomeado "Diretor do Trabalho" e seria a força motriz por trás da criação da Organização Internacional do Trabalho após a Primeira Guerra Mundial.
Waldeck-Rousseau, sofrendo de um câncer no pâncreas que o mataria poucos anos depois, renunciou em 03 de junho de 1902. Seguindo seu conselho, o Presidente Émile Loubet apelou a Émile Combes para formar um governo, nomeando-o Presidente do Conselho de Ministros.

## Composição

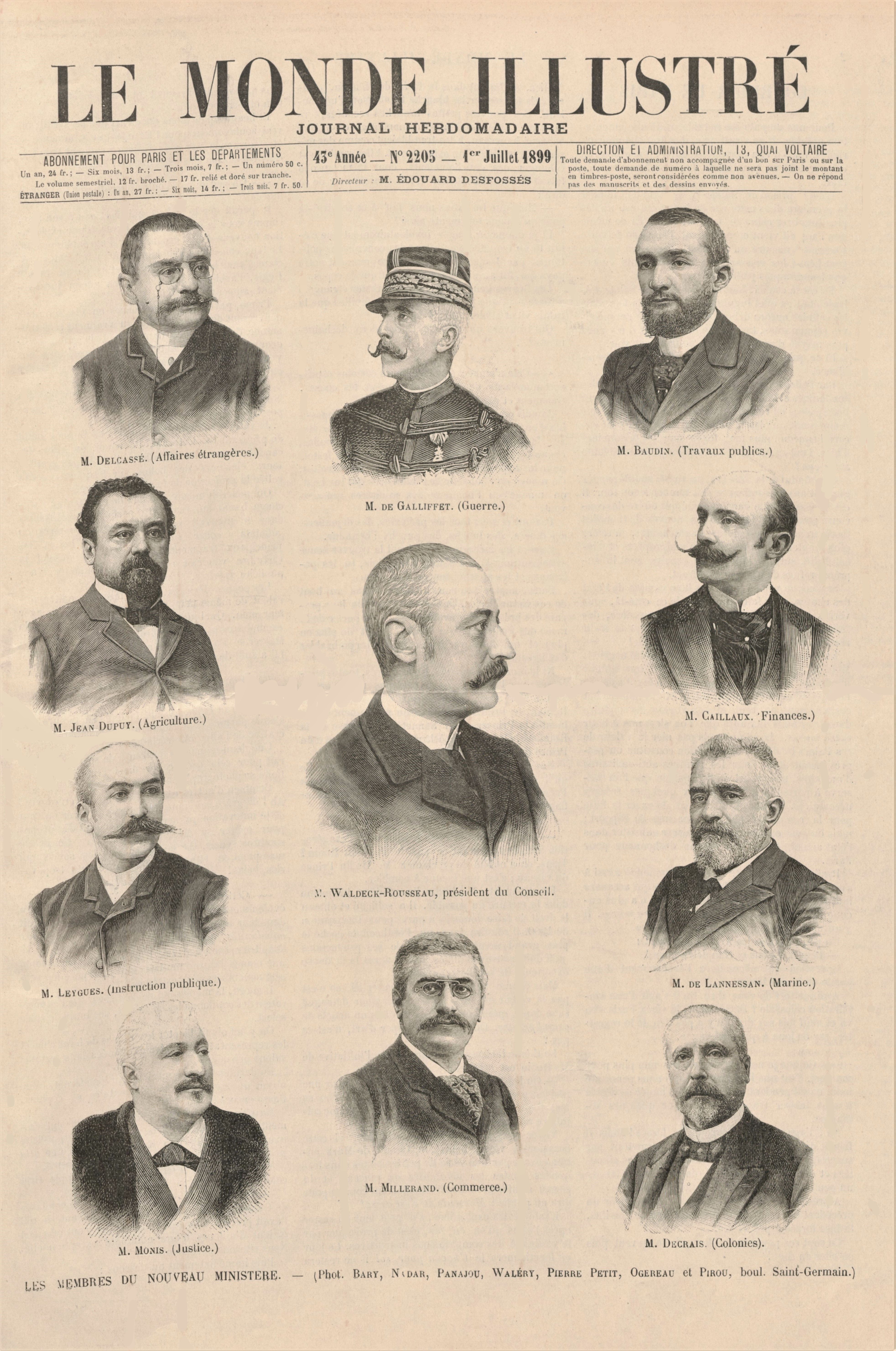
O Gabinete Waldeck-Rousseau em ilustração de 1899.

- Presidente da República: Émile Loubet
- Presidente do Conselho de Ministros: Pierre Waldeck-Rousseau
- Ministro dos Estrangeiros: Théophile Delcassé
- Ministro da Justiça: Ernest Monis
- Ministro do Interior e Cultos: Pierre Waldeck-Rousseau
- Ministro da Guerra: Gaston de Galliffet (1899-1900); Louis André (1900-1902)
- Ministro das Finanças: Joseph Caillaux
- Ministro da Marinha: Jean-Marie de Lanessan
- Ministro da Instrução Pública e Belas Artes: Georges Leygues
- Ministro das Obras Públicas: Pierre Baudin
- Ministro da Agricultura: Jean Dupuy
- Ministro do Comércio, Indústria, Correios e Telégrafos: Alexandre Millerand
- Ministro das Colônias: Albert Decrais

## Realizações
- Expurgo da administração pública e do Exército francês, substituindo juízes, prefeitos e militares reacionários;
- Submissão da promoção dos soldados ao Ministério da Guerra;
- Promulgação de uma lei sobre o trabalho infantil e feminino;
- Aprovação da "Lei Millerand-Colliard"[6], reduzindo a jornada de trabalho diária para onze horas e a semana de trabalho para 60 horas para os homens;
- Criação dos Conselhos Regionais do Trabalho, para operar como representantes de sindicatos;
- Reformulação dos impostos sobre bebidas e açúcar;
- Revisão do imposto sobre herança;
- Criação do Gabinete de Informação Agrícola;
- Reforma do Ensino Secundário, visando, em particular, modernizar o ensino das Humanidades e aproximar o Ensino Primário do Secundário;
- Aprovação da "Lei das Associações"[7], restringindo as organizações religiosas na França;
- Abertura da profissão jurídica às mulheres;
- Fortalecimento da Aliança Franco-Russa por meio de uma convenção diplomática secreta (a França apoiaria a política balcânica do Império Russo em troca do apoio russo à questão da Alsácia-Lorena);
- Assinatura de acordos secretos com o Reino da Itália;
- Envio de uma companhia de fuzileiros para reprimir uma insurreição na Argélia francesa;
- União da África Subsariana francesa e do Magrebe francês;